# Parasigmoidella spinifera
Parasigmoidella spinifera es una especie de cucaracha del género Parasigmoidella, familia Ectobiidae.

## Distribución
Esta especie se encuentra en Nueva Guinea.